# Одесская улица (Санкт-Петербург)

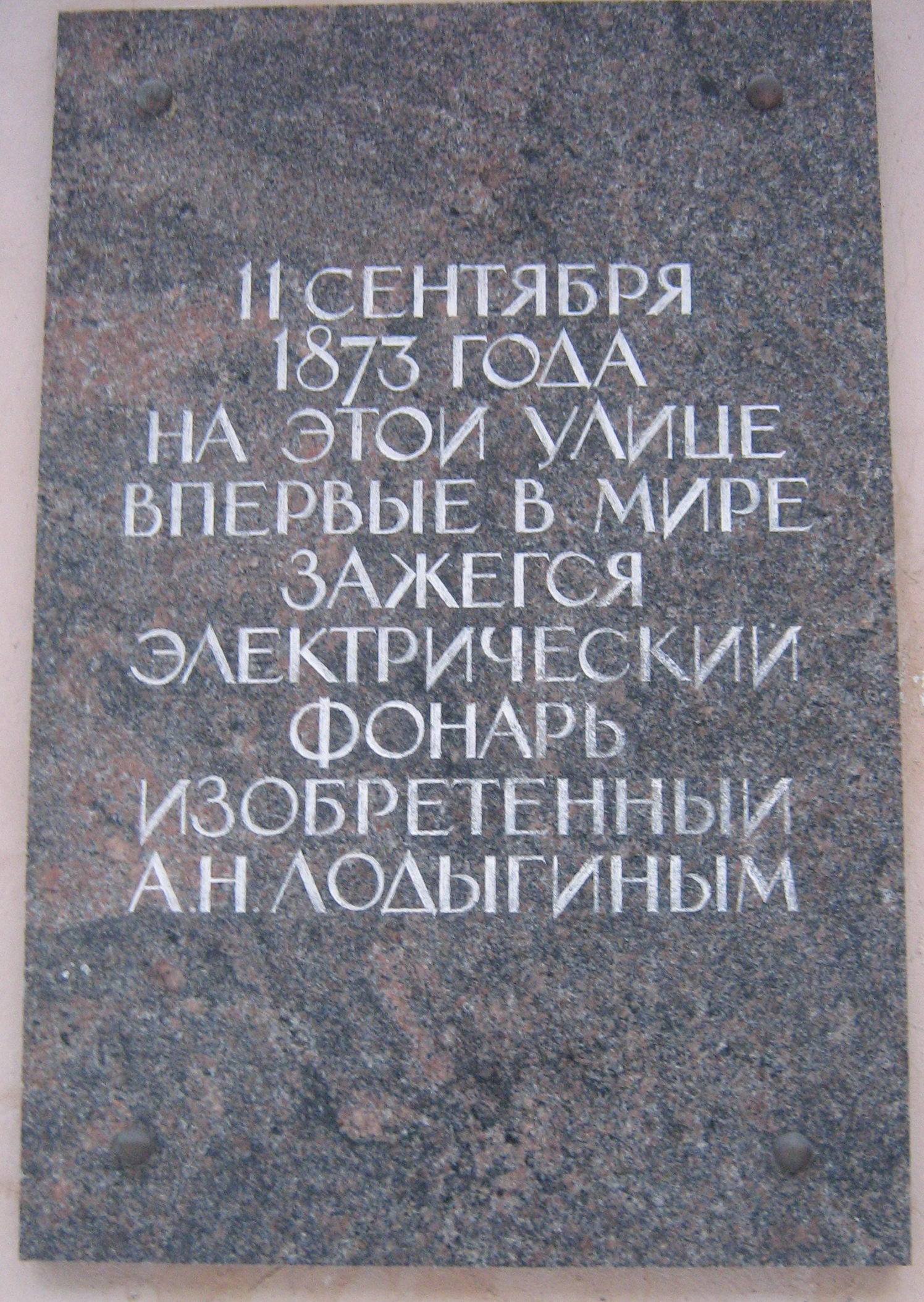
Мемориальная доска

Оде́сская у́лица — улица в Центральном районе Санкт-Петербурга. Проходит от Суворовского проспекта до Тверской улицы. На юго-восток продолжается Тульской улицей.

## История и достопримечательности
Современное название появилось 14 июля 1859 года. До этого, по одним сведениям, улица называлась Благовещенской, по другим — Грязный переулок (1821—1829), Старая Офицерская улица (1829 — 14 июля 1859).
В 1870-е годы на Одесской улице находилась мастерская известного русского электротехника, изобретателя лампы накаливания А. Н. Лодыгина. Здесь же 11 сентября 1873 года им был установлен первый в мире уличный электрический фонарь. Патент на изобретение был получен позже — 11 июля 1874 года. Мемориальная доска, посвященная опытам с первым электрическим фонарем, была открыта на доме 60 по Суворовскому проспекту (угол с Одесской, 1). Этот дом, включавший дом и бани Старчикова, был построен в 1858—1859 годах по проекту П. А. Чепыжникова. А на самой Одесской улице в 1989 году был установлен памятник фонарщику (скульпторы Б. М. Сергеев, О. Н. Панкратова).
На доме 2 в 1999 году установлена гранитная мемориальная доска в честь советского архитектора Г. Н. Булдакова работы архитектора А. В. Багрянцева: «В этом доме жил народный архитектор СССР Геннадий Никанорович Булдаков, главный архитектор Ленинграда с 1971 по 1986 годы».